# اچ‌ام‌اس دریدنوت (۱۷۴۲)
اچ‌ام‌اس دریدنوت (۱۷۴۲) (به انگلیسی: HMS Dreadnought (1742)) یک کشتی بود که طول آن ۱۴۴ فوت (۴۳٫۹ متر) بود. این کشتی در سال ۱۷۴۲ ساخته شد.